# Баланівська телещогла
Баланівська телещогла — телекомунікаційна щогла заввишки 245,9 м, споруджена у 1981 році в селі Баланівка Бершадського району Вінницької області.

## Характеристика
Висота вежі становить 245,9 м. Вага конструкцій — 323 т. Висота над рівнем моря — 242 м. Радіус потужності покриття радіосигналом становить 65 км. Прорахунок для DVB-T2 — 240 м.